# Lola Moolhuijzen
Lola Moolhuijzen est une joueuse néerlandaise de water-polo née le 17 août 2004 à Ede, dans la Gueldre. Elle a remporté avec l'équipe des Pays-Bas la médaille de bronze du tournoi féminin aux Jeux olympiques d'été de 2024, organisés à Paris.